# Nature Protocols
Nature Protocols — науковий журнал видавництва Nature Portfolio (Springer Nature), який публікує лише непервинні наукові статті (протоколи, огляди та перспективи). На відміну від первинних статей (тобто дослідницьких статей), непервинні статті не містять оригінальних (раніше неопублікованих) результатів досліджень і можуть містити лише мінімальний повторний аналіз опублікованих даних. Nature Protocols було започатковано в червні 2006 року, і його зміст включає як класичні методи, так і передові методи, пов’язані з вивченням біологічних проблем. Нові протоколи додаються на сайт щотижня.
Імпакт-фактор (2023) — 17,021.

## Публікуємі протоколи
Публікуємі протоколи сортуються за такими категоріями:
- Біохімія
- Культура клітин і тканин
- Клітинна біологія та біологія розвитку (включаючи виявлення апоптозу та інше)
- Обчислювальна біологія та теоретична біологія (включаючи біоінформатику)
- Генетичний аналіз (включає класичну генетику, обернену генетику, виявлення мутацій та інші)
- Генетична модифікація (включає трансгени, трансфекцію, трансформацію (генетика) та інші методи доставки генів) (див. також Генотерапія, Редагування генома)
- Геноміка та протеоміка (включаючи мікрочипи та інше)
- Візуалізація (включає мікроскопію, МРТ, ОФЕКТ і ПЕТ та інші)
- Імунологічні методики та техніки
- Виділення та очищення (включає фракціонування клітин та інше)
- Мікробіологія та вірусологія
- Молекулярна біологія (включає ПЛР, клонування, Саузерн-блот та інші методи на основі ДНК і РНК)
- Модельні організми (включаючи Drosophila, C. elegans, Xenopus, даніо, мишу, Arabidopsis, Dictyostelium та інші)
- Нейронаука
- Фармакологія і токсикологія
- Біологія рослин
- Спектроскопія та структурний аналіз (включає білкову мас-спектрометрію та ядерний магнітний резонанс)
- Синтетична хімія, хімічні модифікації, нанотехнології, нанобіотехнології.

## Участь
Науковці можуть брати безпосередню участь у розділі обміну протоколами цього сайту. Це онлайн-ресурс із відкритим доступом, який дозволяє дослідникам та науковим колективам ділитися своїм детальним експериментальним ноу-хау. Усі завантажені в цей розділ протоколи знаходяться у вільному доступі, їм призначаються DOI для зручності цитування та доступні для повного пошуку через nature.com. Ці протоколи додатково не стилізуються, не рецензуються та не редагуються, але публікуються в реальному часі незабаром після подання. Протоколи можна прив’язувати до будь-яких публікацій, у яких вони використовуються. Кожна лабораторна група може створити окрему сторінку для збору своїх лабораторних протоколів. Завантажуючи протоколи в протокол обміну, вчені можуть дозволити іншим дослідникам легше відтворювати або адаптувати методологію, яку вони використовують, а також підвищити видимість своїх протоколів і документів.